# Kammlauf
Der Kammlauf ist ein internationaler Skilanglauf-Wettbewerb für den Breitensport. Er findet im Erzgebirge zwischen Mühlleithen, Carlsfeld und Johanngeorgenstadt statt. Die Veranstaltung gilt als der größte Skimarathon in den neuen Bundesländern und war Bestandteil der Euroloppet-Serie bis 2019. Die Strecke führt über weite Teile der Kammloipe entlang der tschechisch-deutschen Grenze. Der Kammlauf wird seit 1973 durchgeführt. Mitte der 1980er Jahre nahmen an den Kammläufen über 1500 Wettkämpfer teil.